# Schlacht von La Motta
Liga von Cambrai (1508–1510) 

Agnadello – Padua – Polesella – Mirandola
Heilige Liga (1510/11–1516) 

Brescia – Ravenna – Navarra – St. Mathieu – Novara – Guinegate – Dijon – Flodden Field – La Motta – Marignano
Vertrag von Noyon – Vertrag von Brüssel
Die Schlacht von La Motta, auch als Schlacht von Schio, Schlacht bei Creazzo oder Schlacht von Vicenza bezeichnet, fand am 7. Oktober 1513 zwischen Truppen der Republik Venedig sowie einem verbündeten Heers Spaniens und des Heiligen Römischen Reiches statt. Sie zählt zu den Schlachten der Italienischen Kriege im Rahmen der Heiligen Liga gegen Frankreich. Eine venezianische Armee unter Bartolomeo d’Alviano versuchte, das verbündete Heer unter Ramón de Cardona am Rückzug aus Venetien zu hindern, wurde aber trotz Übermacht besiegt und zerstreut.

## Verlauf
Der venezianischer General Alviano griff mit erheblicher Überlegenheit ein spanisch-deutsch-päpstliches Heer nördlich von Vicenza an. Eine befohlene Flankierung mit schweren Reitern blieb in einem Sumpf stecken. Seine italienische Infanterie hielt den Spaniern und deutschen Landsknechten (unter Georg von Frundsberg) nicht stand.